# Naturschutzgebiete Altneckar und Pleidelsheimer Wiesental
Die Naturschutzgebiete Altneckar und Pleidelsheimer Wiesental umfassen eine der letzten naturnahen Teilstrecken des Neckars im Regierungsbezirk Stuttgart sowie einen ehemaligen Baggersee an dessen Ufer. Sie erstrecken sich auf den Gemarkungen der Gemeinden Freiberg am Neckar, Pleidelsheim und Ingersheim.

## Schutzzweck
Das Naturschutzgebiet Altneckar dient der Erhaltung dieser naturnahen Flussstrecke. Flussbett und Uferbereich unterliegen bei Hochwasser mehrmals im Jahr strömungsbedingten Veränderungen; somit bietet der Altneckar ein Beispiel für eine natürliche Flussdynamik. Die typische Pflanzen- und Tierwelt dieses Lebensraums steht gleichermaßen unter Schutz.
Das Naturschutzgebiet Pleidelsheimer Wiesental soll eine überregional bedeutende Lebensgemeinschaft erhalten und entwickeln. Dazu gehören existenzbedrohte Tier- und Pflanzenarten, insbesondere Vögel, Lurche und Insekten.

## Entstehung und Ausdehnung

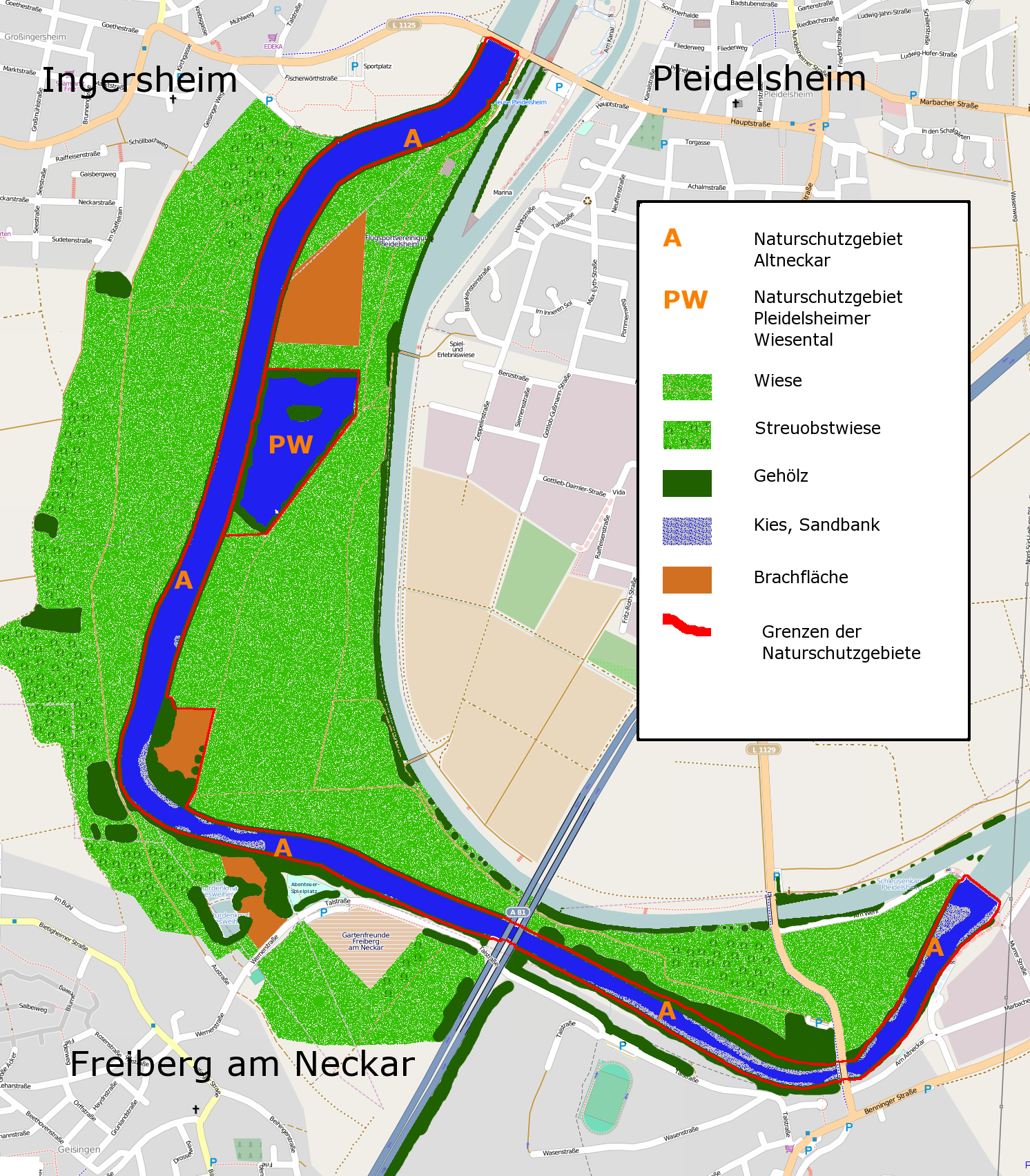
Naturschutzgebiete Altneckar und Pleidelsheimer Wiesental und deren Umgebung

1911–1914 wurde östlich des Neckar-Flusslaufs ein Kanal für das Kraftwerk Alt-Württemberg in Pleidelsheim gegraben. Ab 1954 wurde dieser Kanal zum Schifffahrtsweg ausgebaut. Dadurch blieb zugleich das alte Flussbett weitgehend in seiner ursprünglichen Form erhalten; an fast allen anderen Abschnitten im Regierungsbezirk wurde der Fluss selbst kanalisiert.
Während des Baubooms der Nachkriegsjahre entstanden im Neckartal eine Reihe von Baggerseen zur Kiesgewinnung, die zumeist später wieder aufgefüllt wurden; der Kleine See im Pleidelsheimer Wiesental blieb jedoch erhalten.
In den 1970er Jahren besserte sich, dank intensiver Abwasserreinigung in seinem Einzugsgebiet, die Gewässergüte des Neckars, der zuvor in diesem Abschnitt als verschmutzt bis sehr verschmutzt eingestuft war. Viele Pflanzen- und Tierarten der ursprünglichen Flora und Fauna am Fluss erholten sich. Am Pleidelsheimer Kleinen See, den man seiner natürlichen Entwicklung überließ, entstand ein neuer naturnaher Lebensraum. 1965 wurde dieses Gebiet, auf Antrag des damaligen Leiters der staatlichen Vogelschutzwarte für Baden-Württemberg, zunächst für 12 Jahre unter Naturschutz gestellt.
In der Folgezeit erarbeitete die Bundeswasser- und Schifffahrtsverwaltung jedoch Pläne, nach denen der Schifffahrtsweg zwischen Freiberg und Pleidelsheim massiv ausgebaut werden sollte. Ein 2,7 km langer und 100 m breiter Kanal sollte entstehen, dem 40 ha Land geopfert werden sollten. Sowohl der Kleine See als auch der Altneckar hätten diesen Plänen zufolge mit Erdaushub verfüllt werden sollen. Gegen diese Vernichtung des Naturraums bildete sich die Bürgerinitiative Rettet die Talaue zwischen Freiberg und Pleidelsheim, aus der später der Kreisverband Ludwigsburg des Bundes für Umwelt und Naturschutz und dessen übergeordneter Regionalverband sowie Teile der Stiftung Euronatur hervorgingen. 1974, auf dem Höhepunkt des Konflikts, entschied das Regierungspräsidium, dass Altneckar und Kleiner See zu erhalten seien. Statt des groß angelegten Ausbauplans wurde einige Jahre später der aus dem Jahr 1911 stammende Neckar-Kraftwerkskanal für die Schifffahrt etwas erweitert, ohne dass dies Auswirkungen auf den geschützten Naturraum hatte.
1977 wurde dauerhaft das Naturschutzgebiet Pleidelsheimer Wiesental mit einer Fläche von 6,8 ha ausgewiesen. 1979 dehnte man das geschützte Areal noch aus: Der gesamte alte Flusslauf und sein Uferstreifen stehen nun als Naturschutzgebiet Altneckar unter Naturschutz.
Das Naturschutzgebiet Altneckar erstreckt sich auf 37,2 ha Gesamtfläche am Altneckar vom Wehr Freiberg-Beihingen bis zur Schleuse Pleidelsheim. Es umfasst seinen Flusslauf und seine Uferstreifen; wo der Fluss von westlicher in nördliche Richtung abknickt, gehören auch ein kleiner Auwald und eine Brachfläche oberhalb des Gleithangs dazu.
Am östlichen Neckarufer stößt das Naturschutzgebiet Pleidelsheimer Wiesental ans Naturschutzgebiet Altneckar, womit eine zusammenhängende Fläche von 44 ha unter Schutz steht. Heute sind die Naturschutzgebiete Altneckar und Pleidelsheimer Wiesental FFH-Gebiete (Flora, Fauna, Habitat) der EU.

## Der Flusslauf des Altneckars
Bei normaler und schwacher Wasserführung wird das Neckarwasser zum größten Teil durch den Schifffahrtskanal geleitet. Daher führt der Altneckar die meiste Zeit nur wenig Wasser; große Teile der Flusssohle sind sichtbar. In niederschlagsarmen Perioden im Sommer kann das Flussbett bis auf stehende Tümpel weitgehend trockenfallen. Lediglich bei Hochwasser wird der Altneckar zu einem reißenden Fluss.
Zwischen Freiberg, Pleidelsheim und Ingersheim weitet sich das Neckartal, das oberhalb und unterhalb des Gebiets den Charakter eines steilen Kerbtals hat, zu einer sanften Senke, der Pleidelsheimer Mulde. In einer weiten Schlinge durchfließt der Fluss den Oberen Muschelkalk. Die grauen Kalksandsteinschichten des oberen Muschelkalks sind auf der die meiste Zeit offen zutage liegenden Flusssohle gut erkennbar. Über dieser Grundlage ist die Talaue mit einer mehrere Meter mächtigen Sedimentschicht aus Kies, Sand und Schluff aufgefüllt. Der Neckarkies besteht überwiegend aus Muschelkalk und Keuper-Sandstein, der aus dem Oberlauf vom Fluss herabgetragen wurde. Dieser Kies wurde als Bestandteil von Beton verwendet und großflächig abgebaut. Nach der Ausweisung des Pleidelsheimer Wiesentals als Naturschutzgebiet 1965 fand kein Kiesabbau mehr statt. Am Altneckar finden sich noch vereinzelt natürliche Kiesbänke.

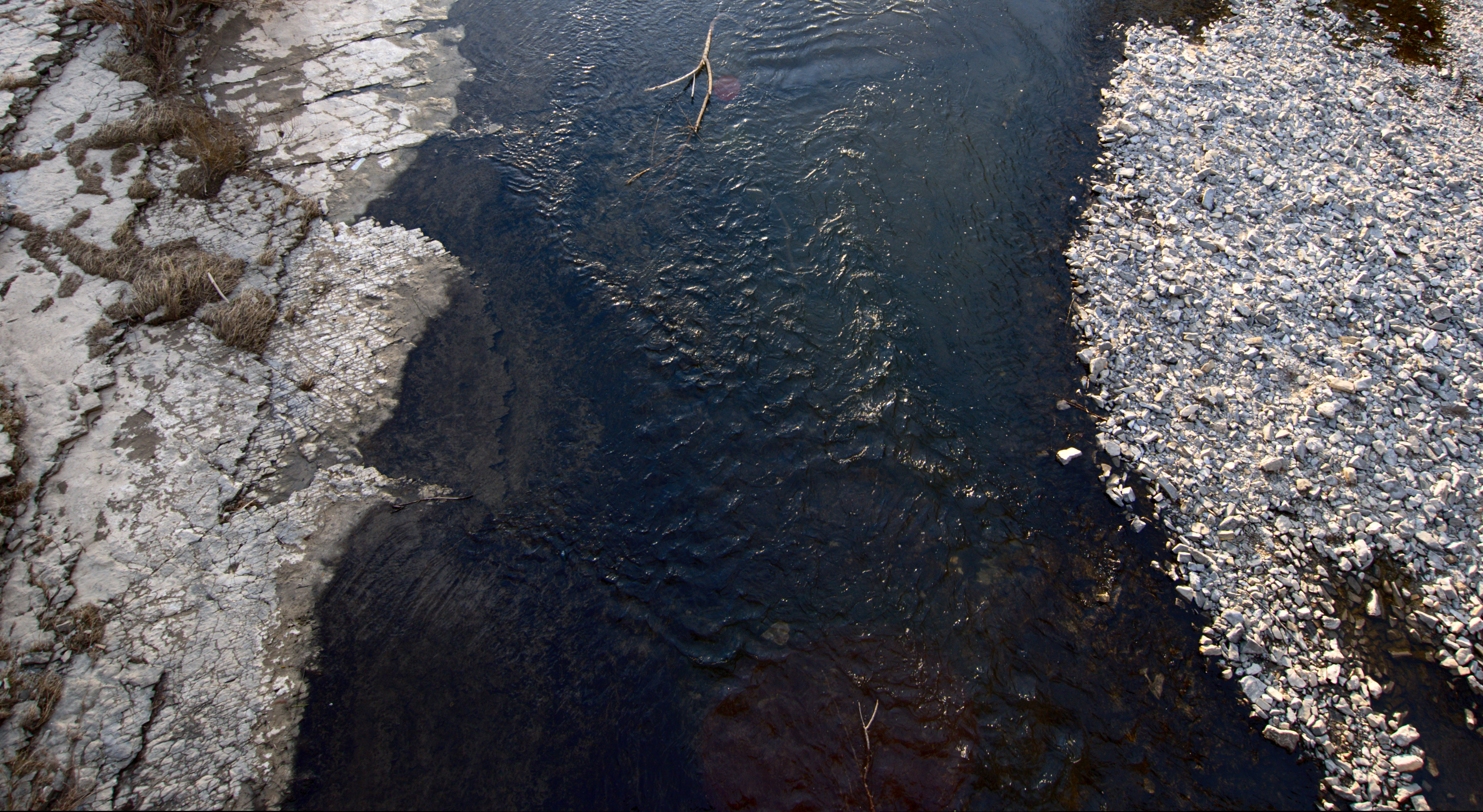
Das Flussbett bei Niedrigwasser. Links Muschelkalkschichten, rechts eine Kiesbank
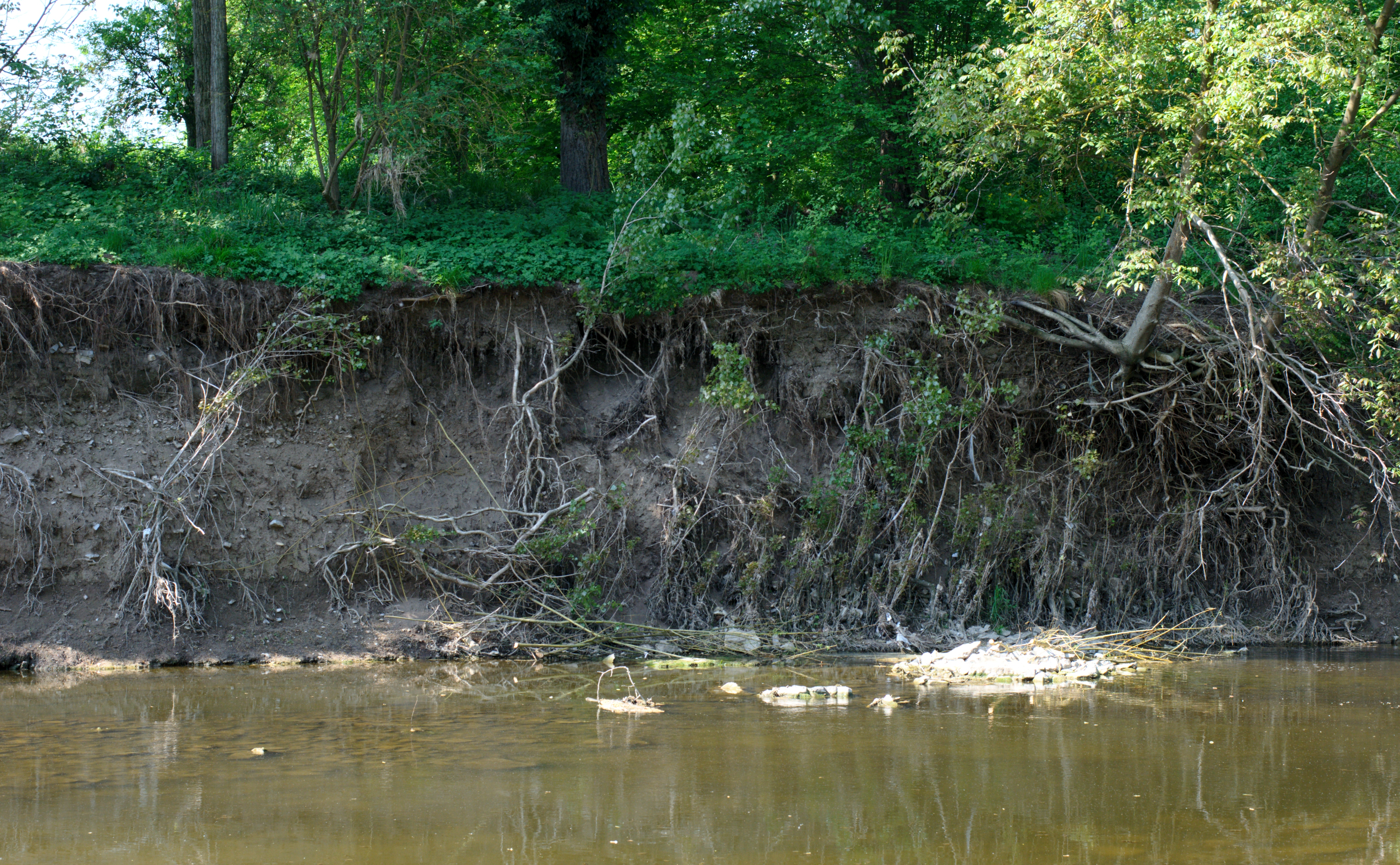
Steilufer auf Freiberger Seite
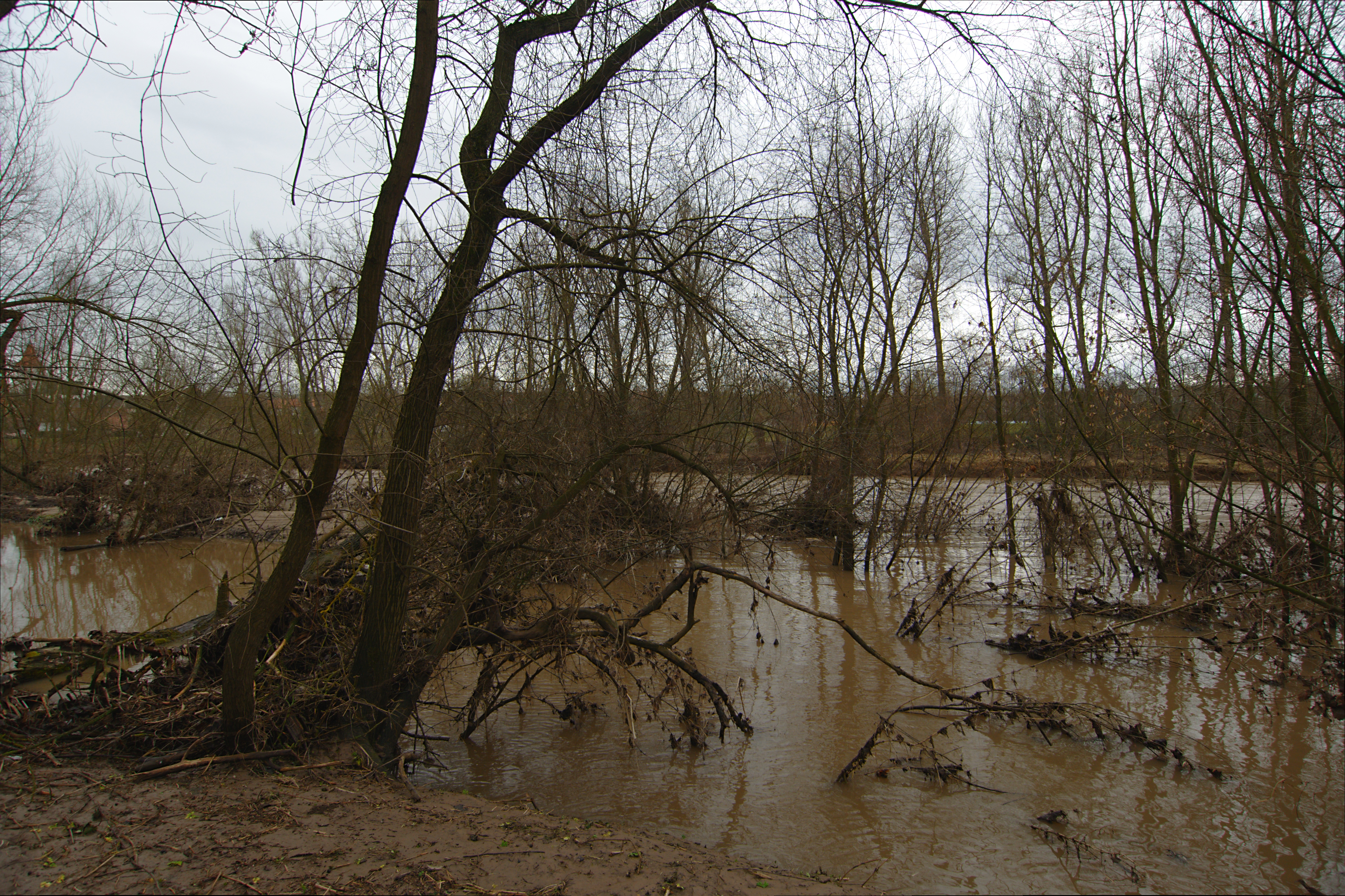
Hochwasser in der Weichholzaue am Altneckar
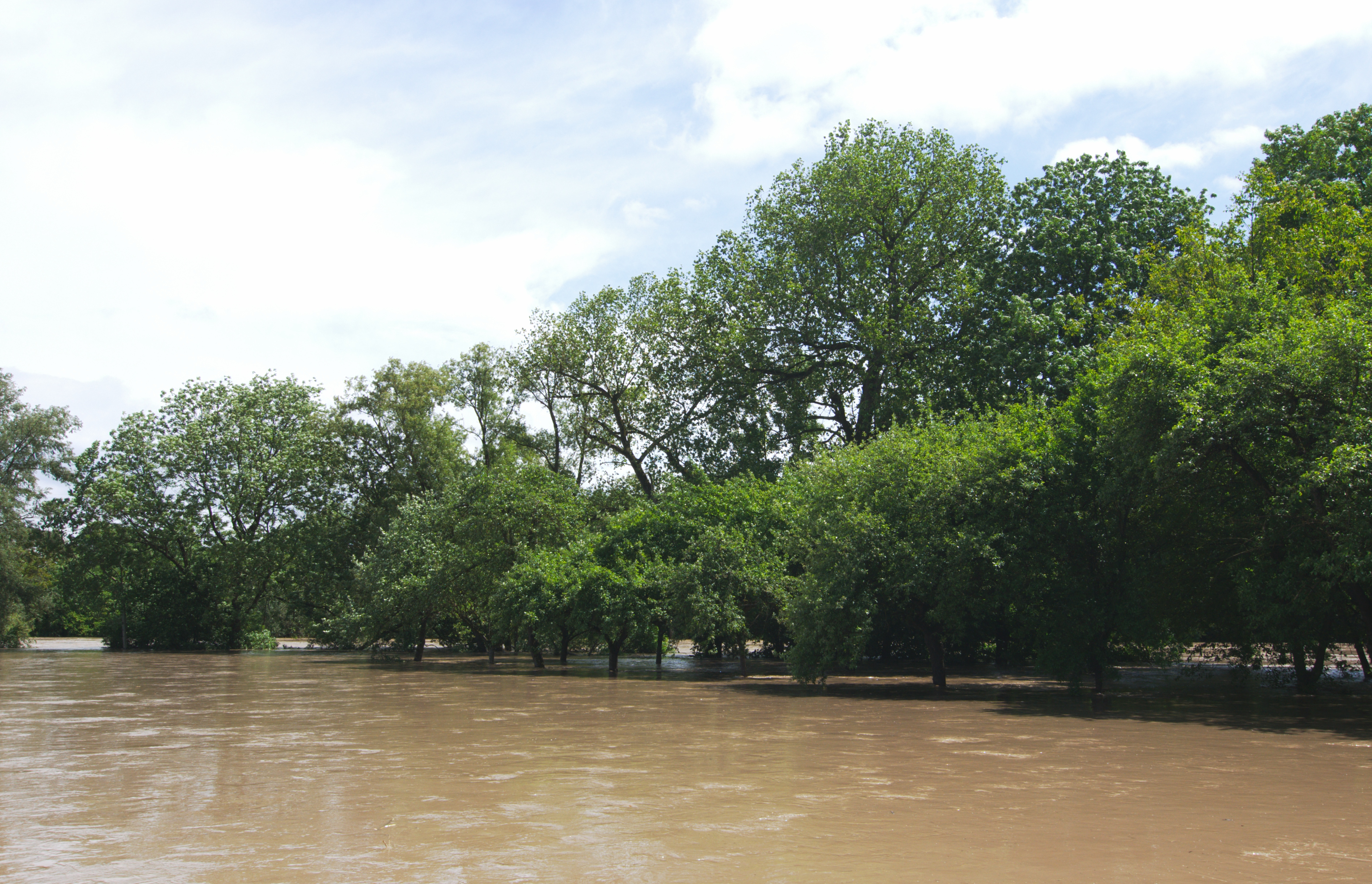
Ein solch ausgeprägtes Hochwasser in der Hartholzaue ist am Altneckar sehr selten
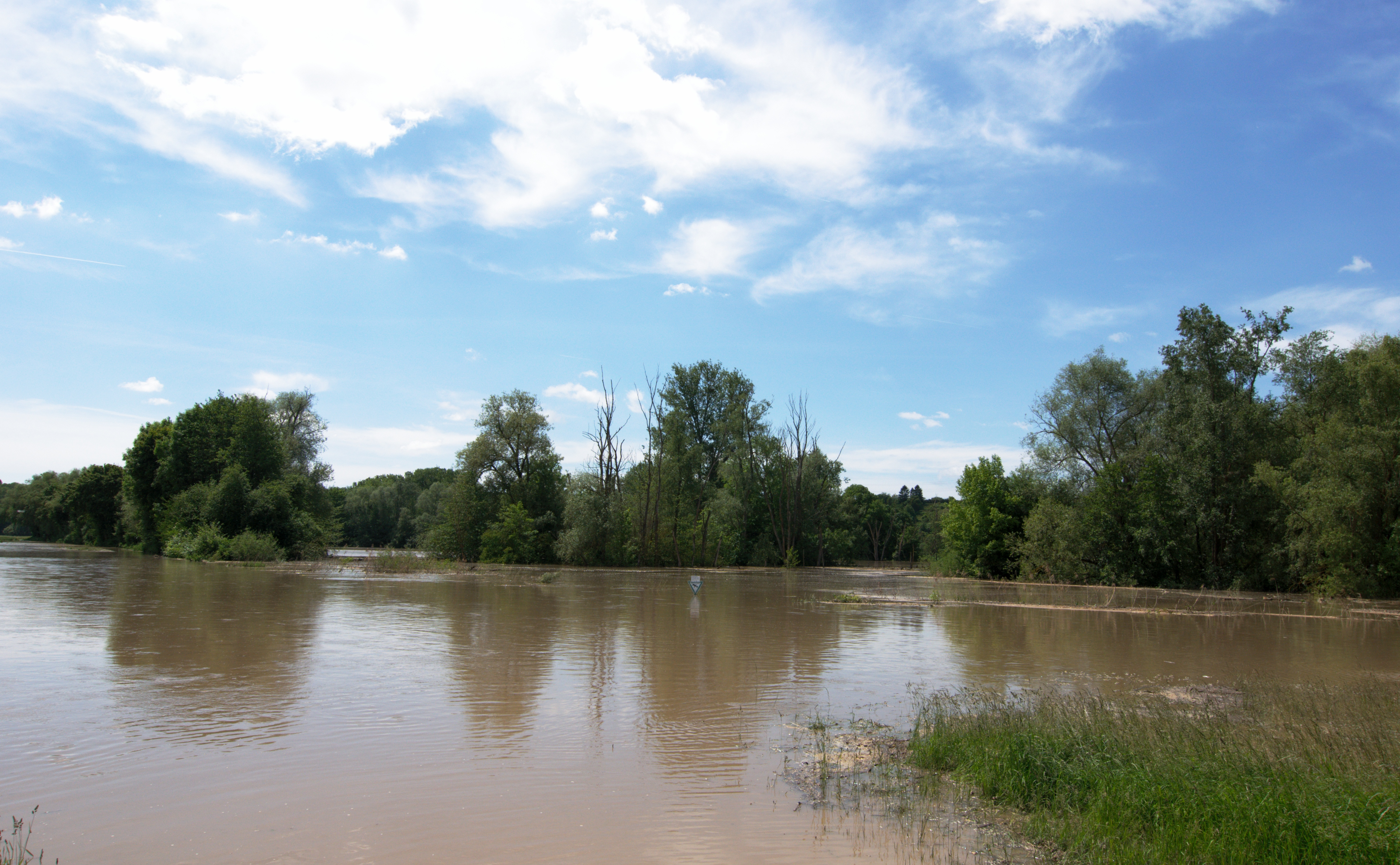
Überschwemmtes Pleidelsheimer Wiesental

## Flora
Die regelmäßigen Überschwemmungen führten dazu, dass sich verschiedene Vegetationszonen am Ufer herausbildeten. Die Vegetation dort kann zeitweilige Überflutungen problemlos ertragen oder ist auf die Wasserzufuhr sogar angewiesen. Über der Niedrigwasserlinie liegen die karg bewachsenen Kiesbänke und Röhrichte. Darüber folgt die Weichholzaue mit Bruchweidenstreifen und Silberweiden-Auwald. Die darüber liegende Hartholzaue ist am Altneckar nur schwach ausgeprägt.
Rund 210 Pflanzenarten wurden in beiden Naturschutzgebieten gefunden, darunter seltene Arten wie der Zweiblättrige Blaustern, Schwarznessel, Wald-Gelbstern, Gelbes Windröschen und Nessel-Seide. Im Flussbett finden sich Wasserpflanzen und Röhrichte, beispielsweise der Flutende Hahnenfuß und das Rohrglanzgras. Auf den Kiesbänken blüht im Sommer das Gewöhnliche Barbarakraut. An Uferböschungen verbreiten sich Neophyten wie das Indische Springkraut und der Topinambur.

Pflanzen, in wachsender Entfernung vom Ufer
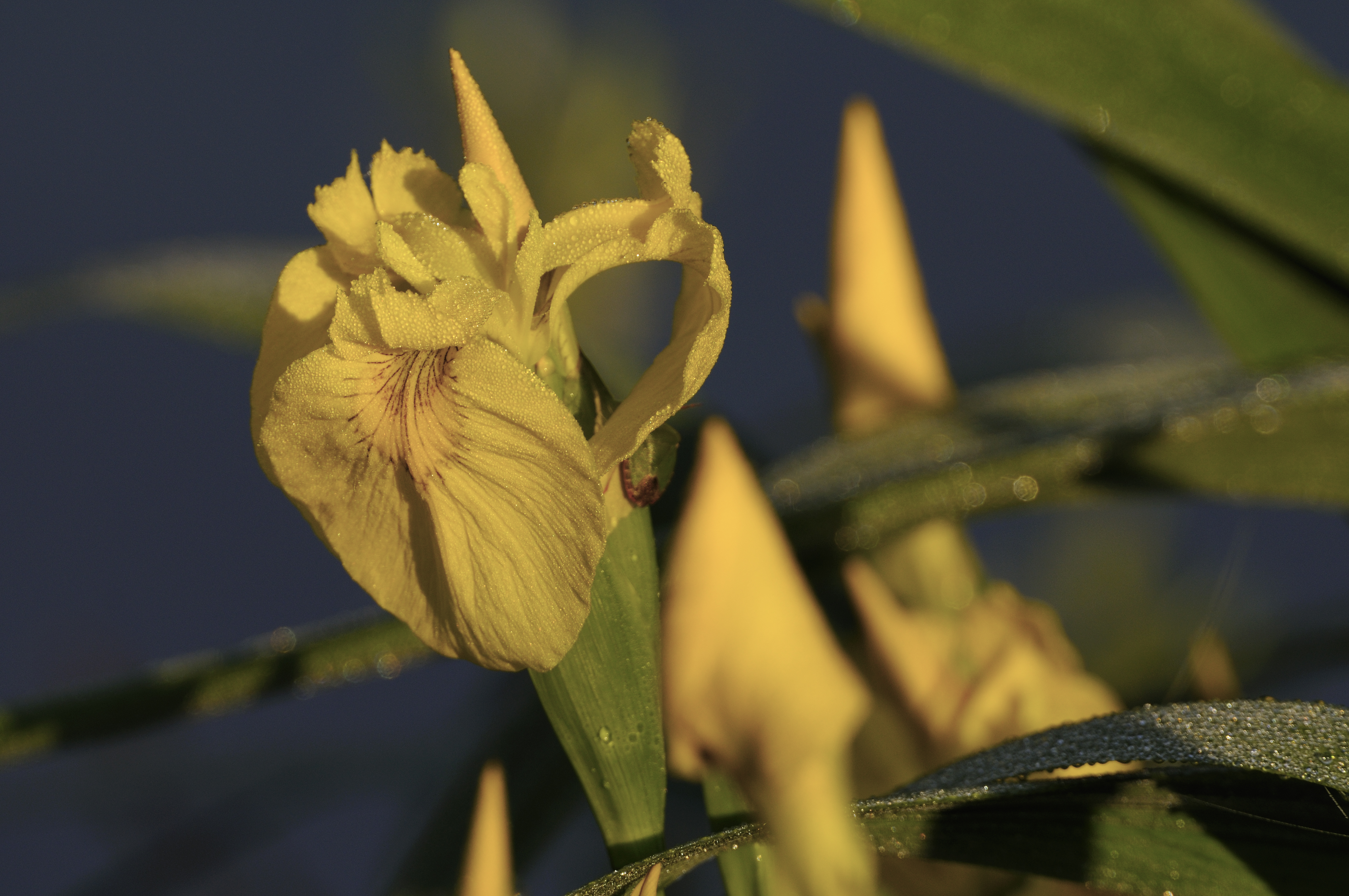
Sibirische Schwertlilie
Niedrig wachsendes Echtes Barbarakraut auf der Kiesbank
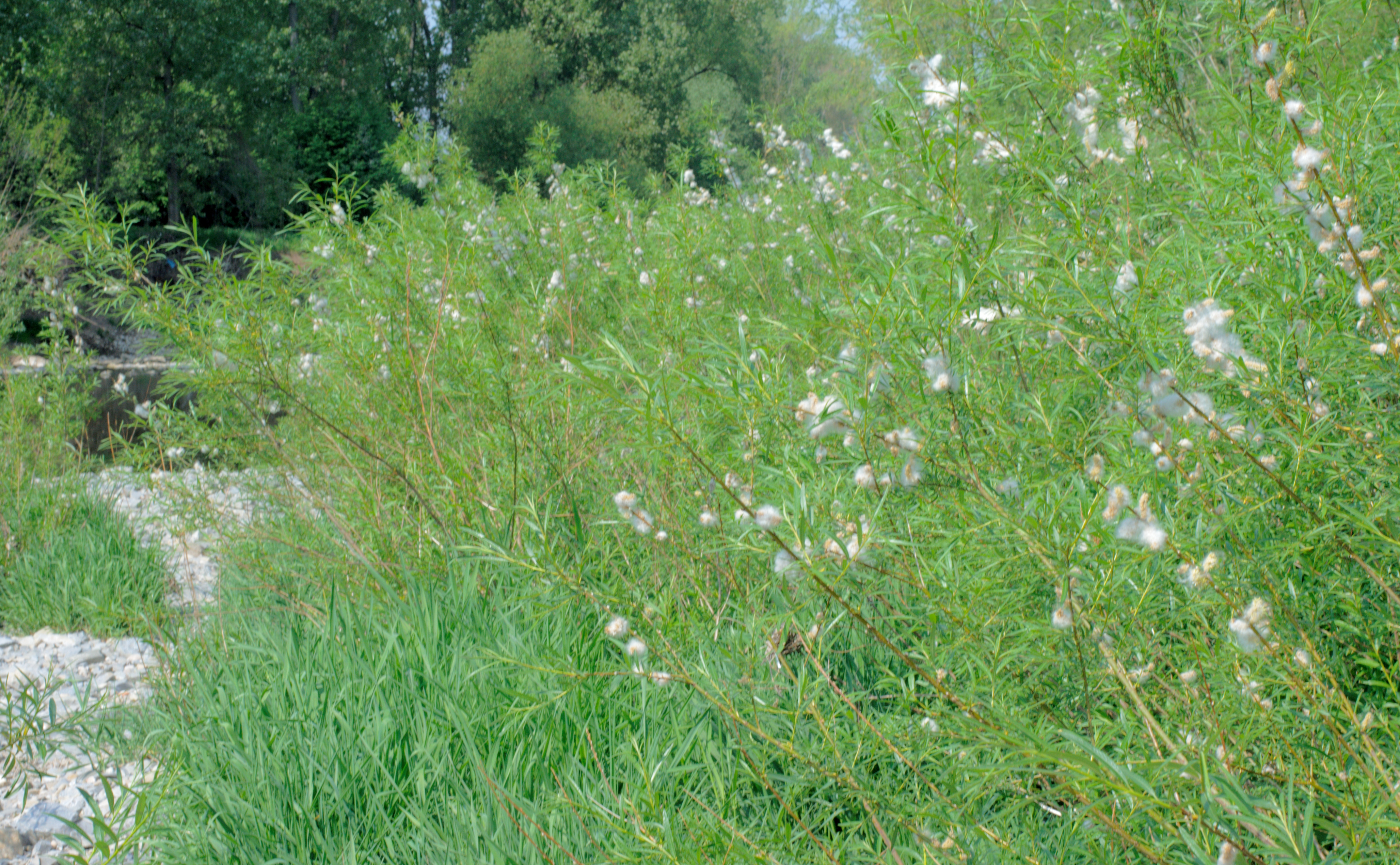
Kiesbank mit Buschweiden
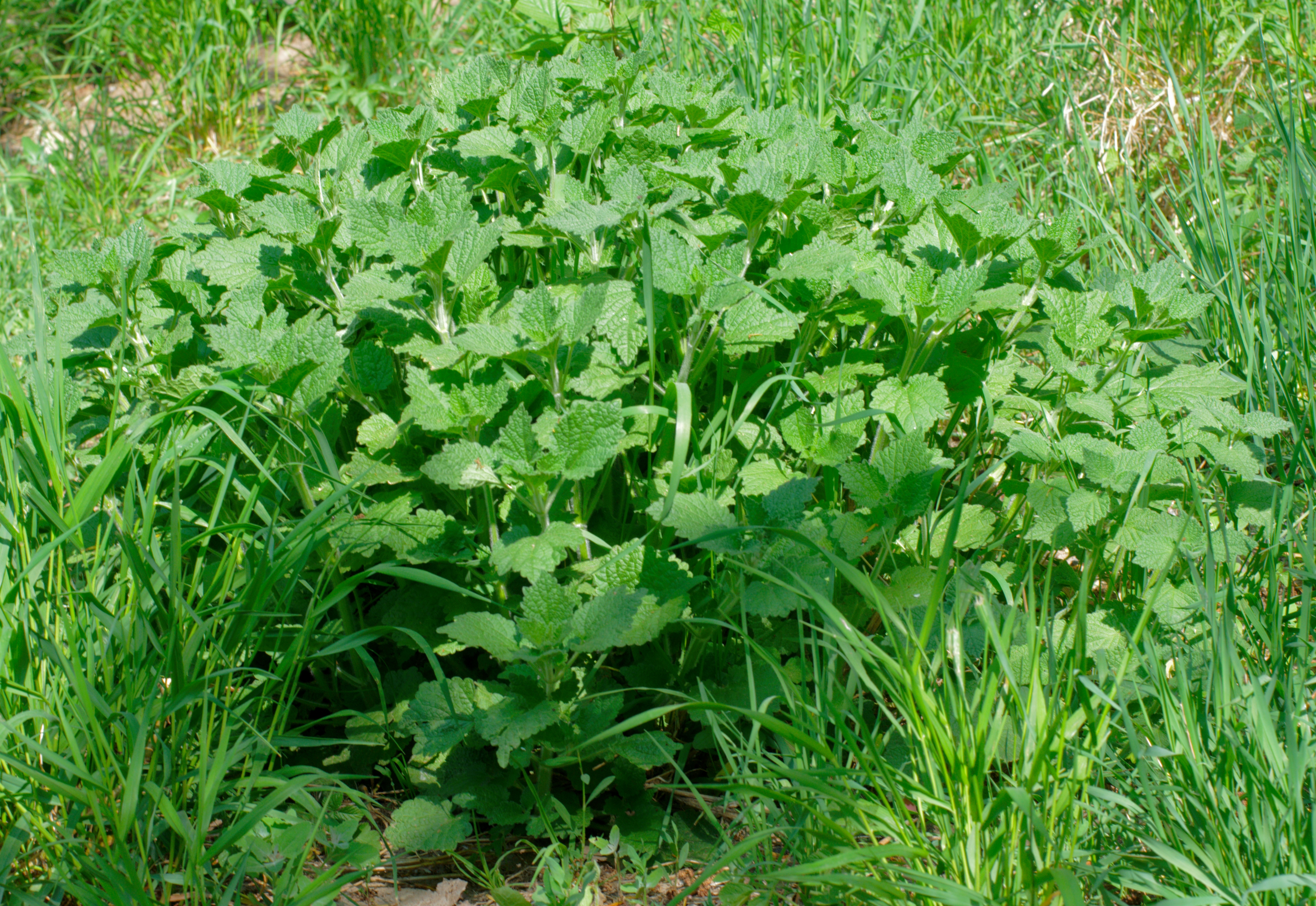
Schwarznesseln (Ballota nigra)
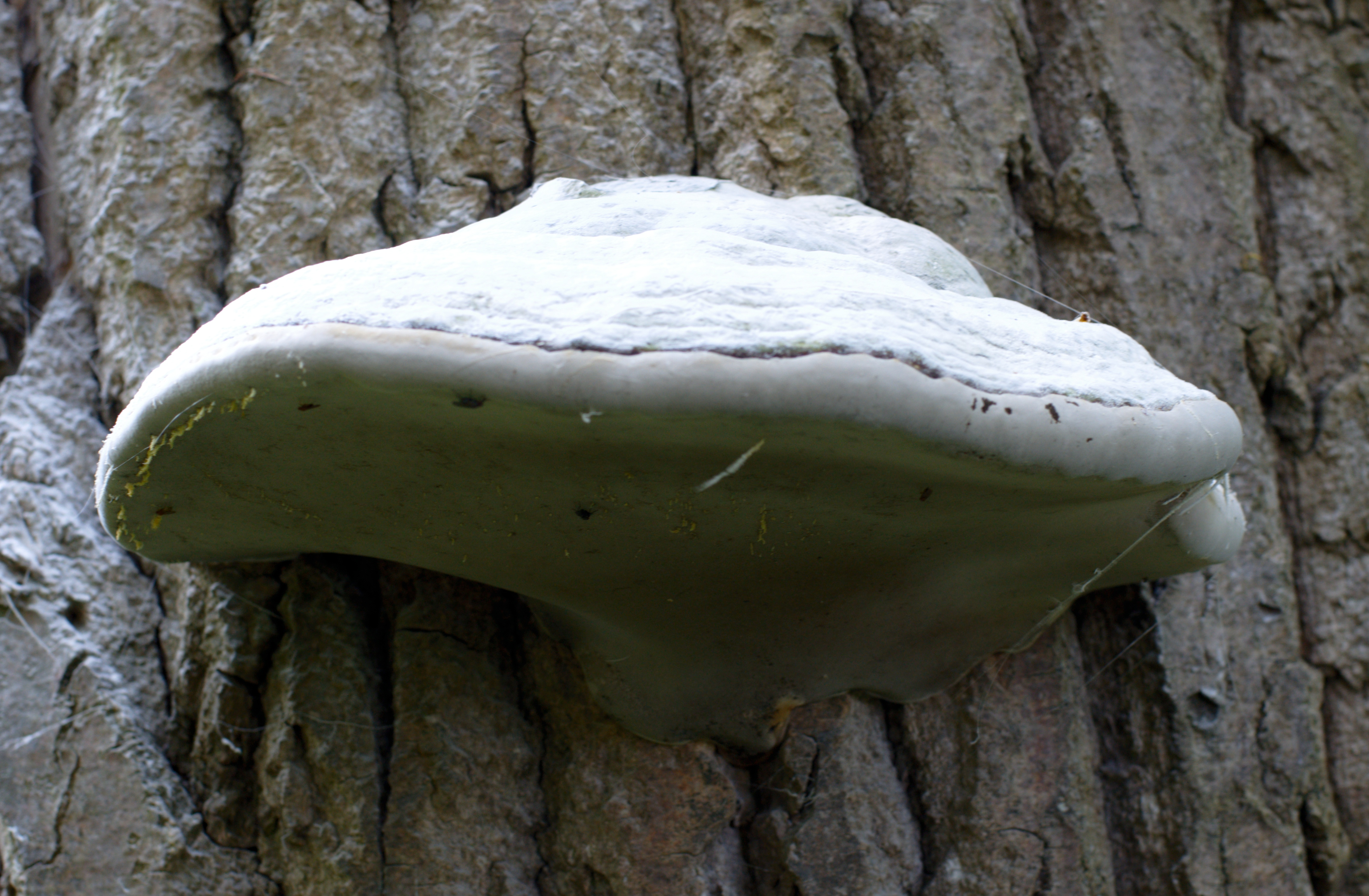
Zunderschwamm
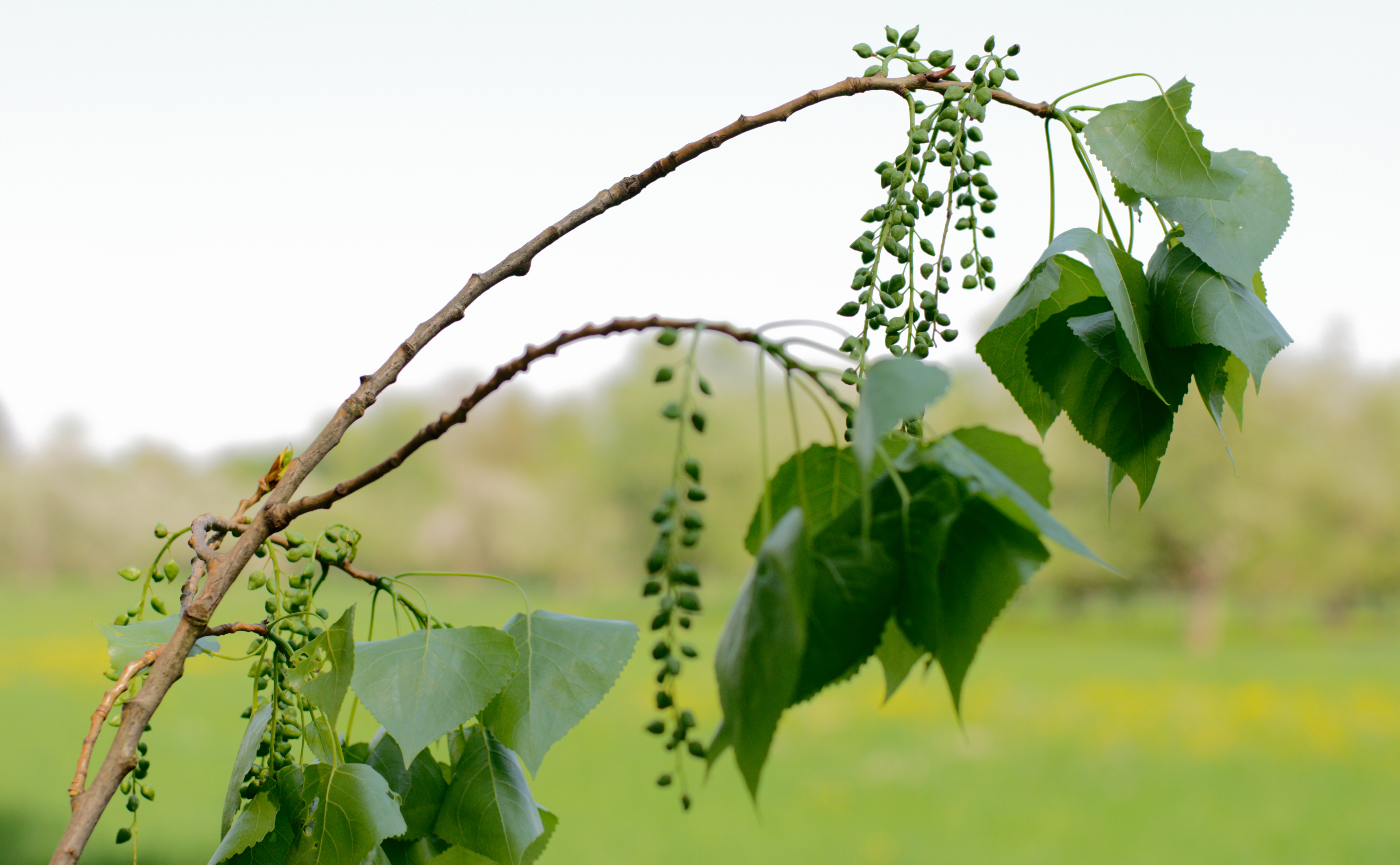
Fruchtstand einer Bastard-Schwarz-Pappel
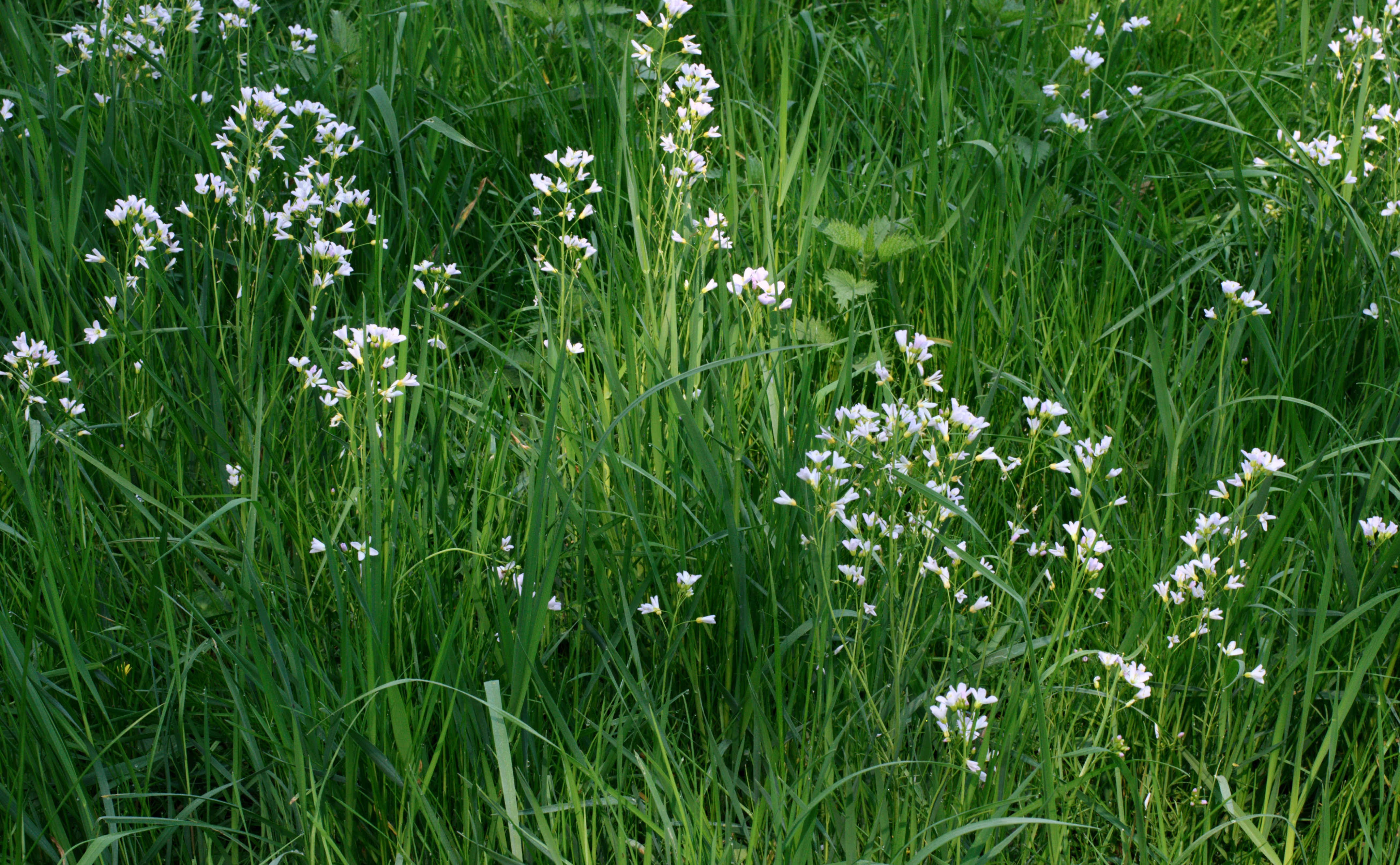
Wiesen-Schaumkraut

## Fauna
In beiden Schutzgebieten sind zusammen 180 Vogelarten nachgewiesen. Die Graureiherkolonie enthielt 2010 acht besetzte Horste. Auf der Insel im See brüten derzeit, im Frühjahr 2011, über 20 Paare von Kormoranen. Zu den 60 Brutvogelarten zählen des Weiteren Eisvogel, Schwarzmilan, Mittelspecht, Haubentaucher, Zwergtaucher, Teichralle und Blässhuhn. Die noch vor einigen Jahren hier ansässigen Neuntöter und Grauspecht sind als Brutvögel verschwunden; dafür brüteten 2009 unter anderem ein Paar Mittelmeermöwen und Paar Nilgänse im Schutzgebiet. Der Auwald ist Lebensraum von Gelbspötter, Pirol und Nachtigall. Krickenten überwintern alljährlich in wechselnder Anzahl am und auf dem Baggersee sowie am Altneckar. Silberreiher sind gelegentliche Gäste am Baggersee, vor allem im Winterhalbjahr. 2009 wurde erstmals eine erfolgreiche Brut des äußerst seltenen Nachtreihers auf der Insel im See nachgewiesen, fotografiert und gefilmt. 2010 fand dort ebenfalls eine erfolgreiche Brut statt. Das Wiesental ist bis jetzt der einzige Brutplatz des Nachtreihers im Landkreis Ludwigsburg.

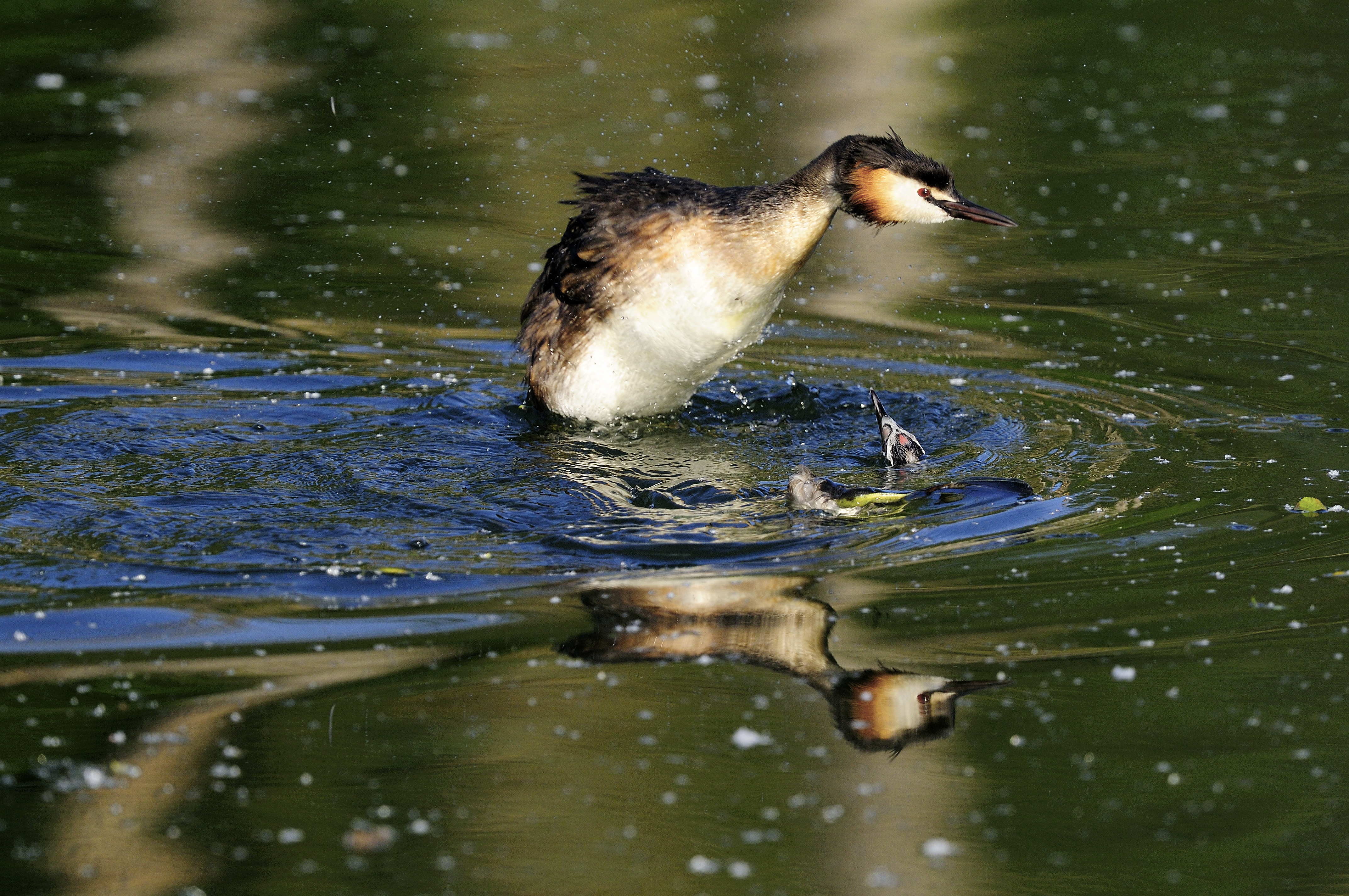
Haubentaucher mit Küken
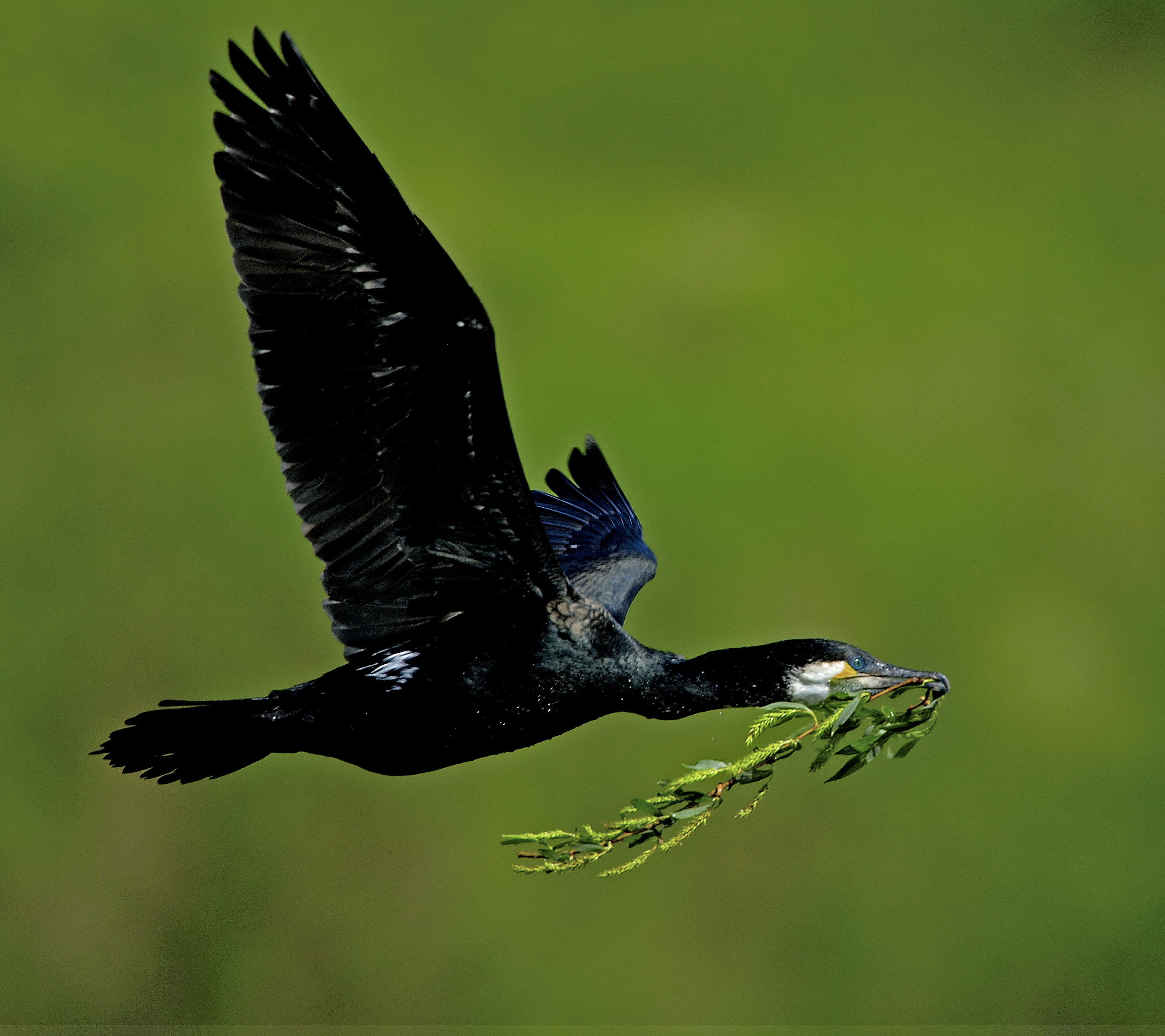
Kormoran
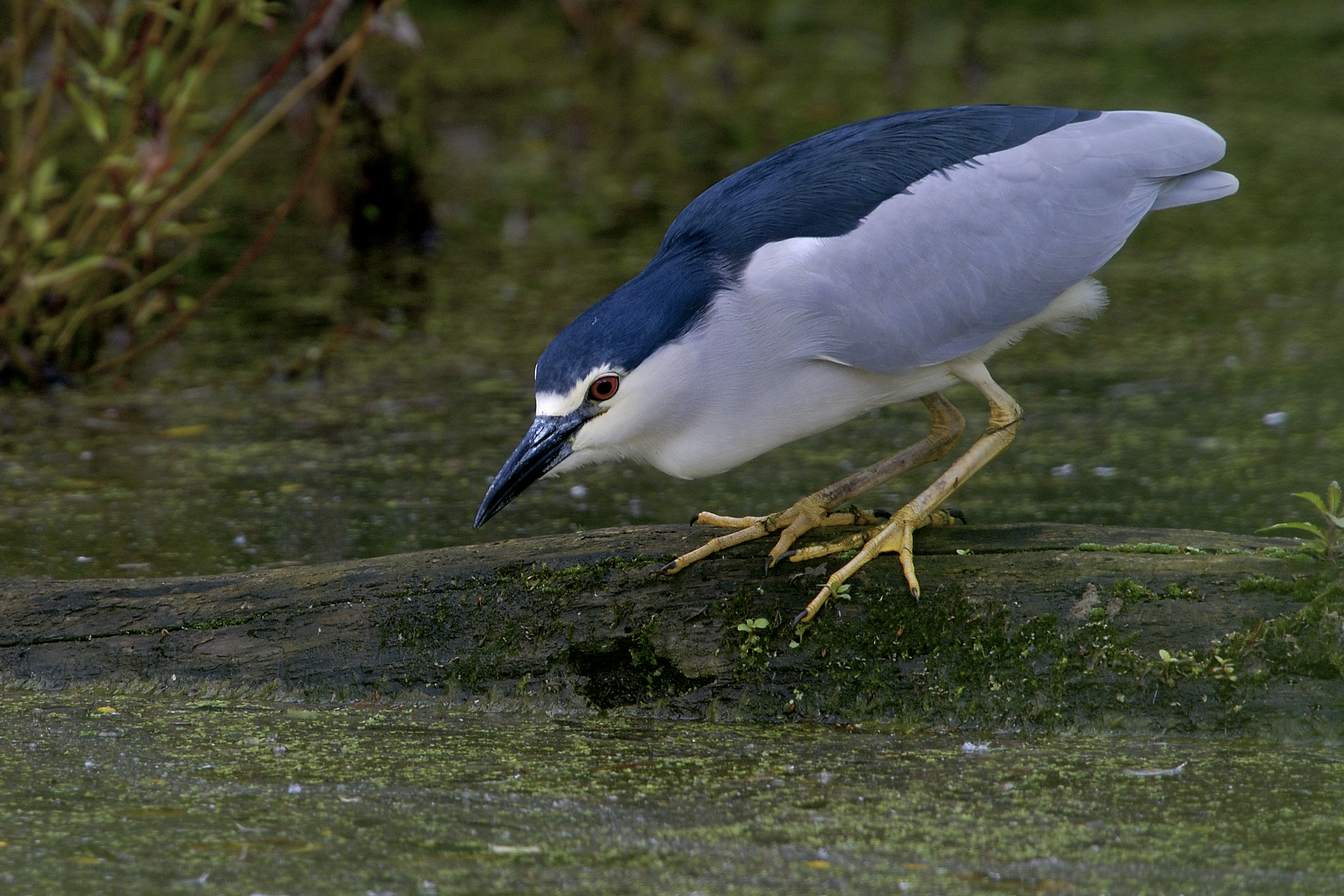
Nachtreiher
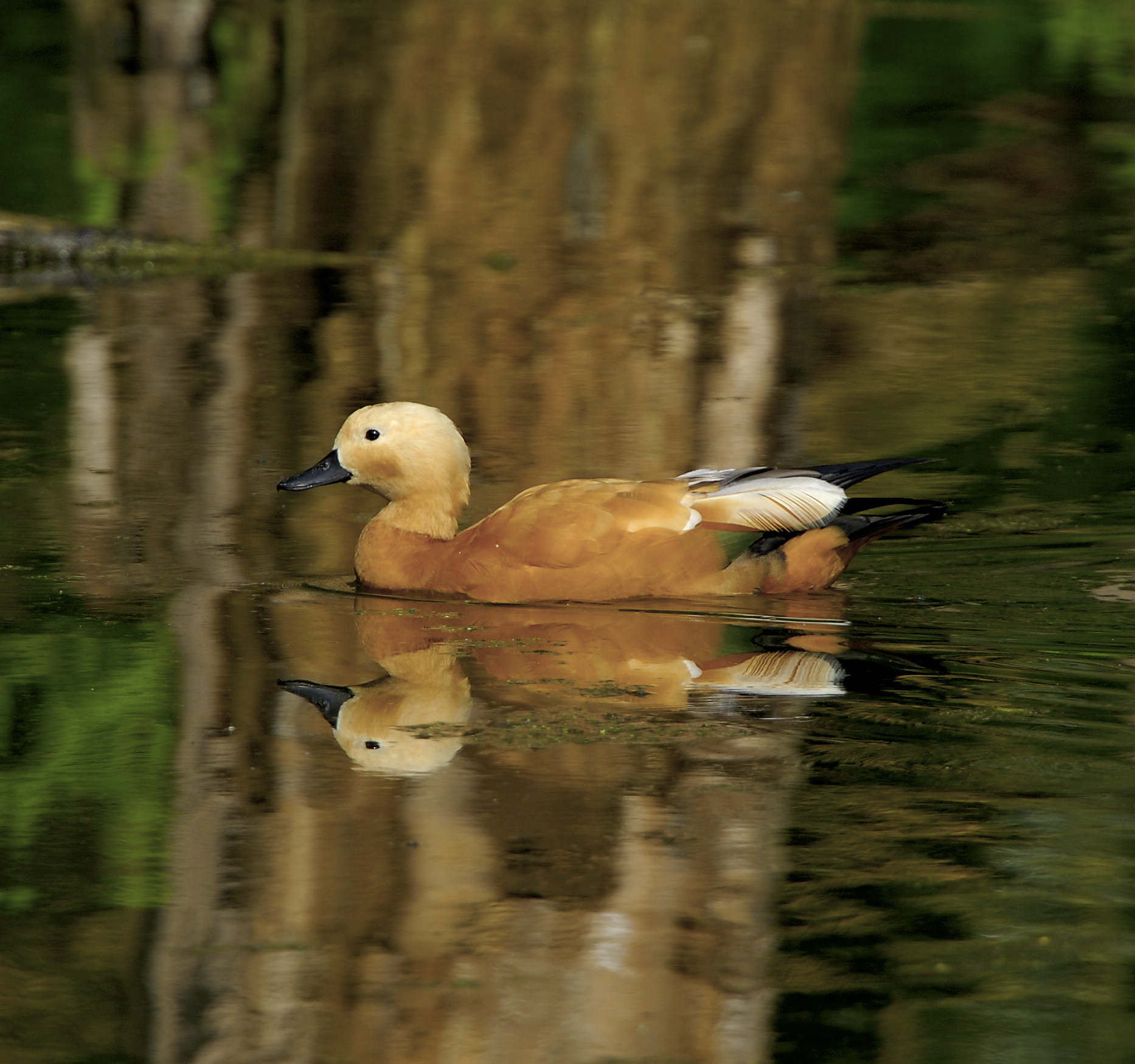
Rostgans
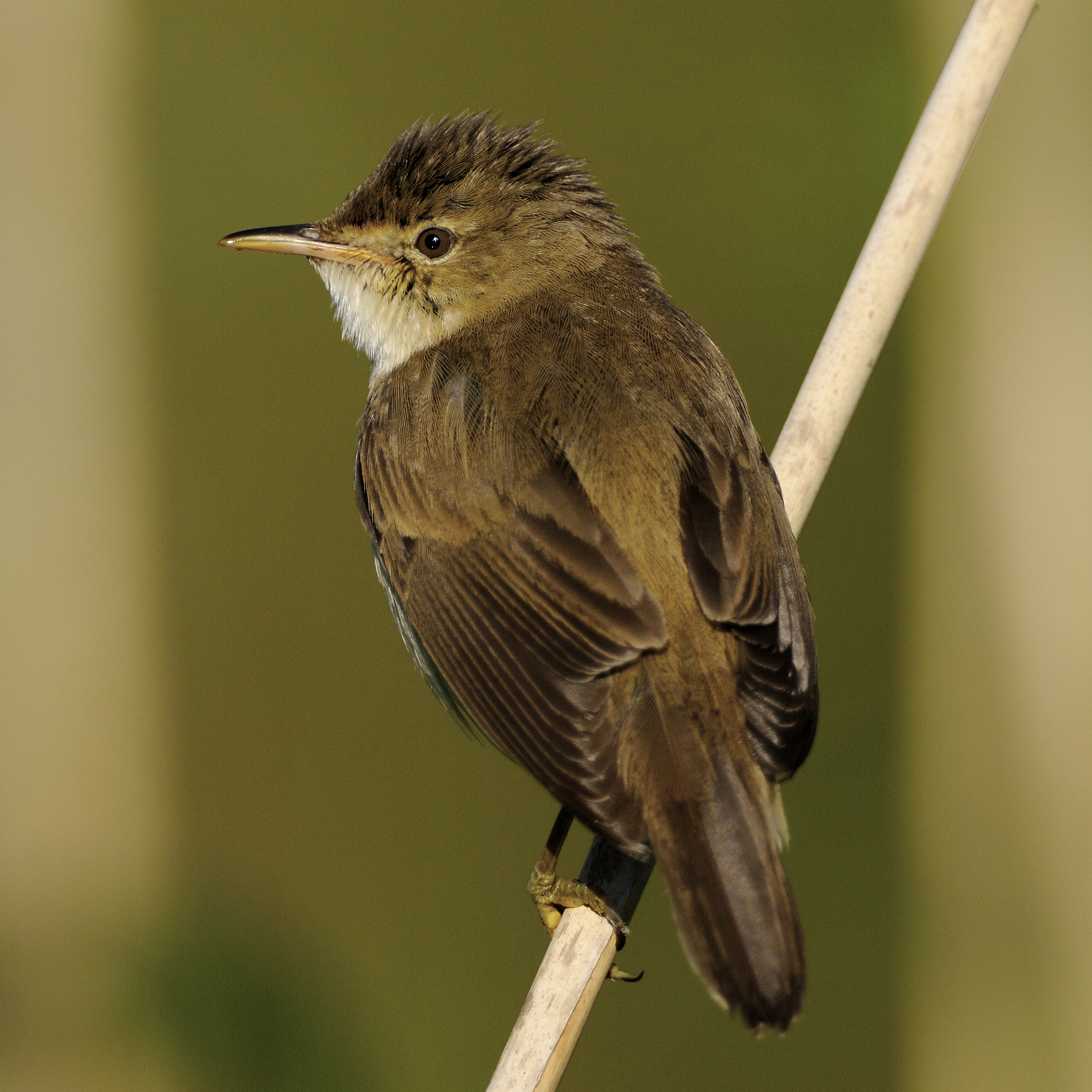
Teichrohrsänger
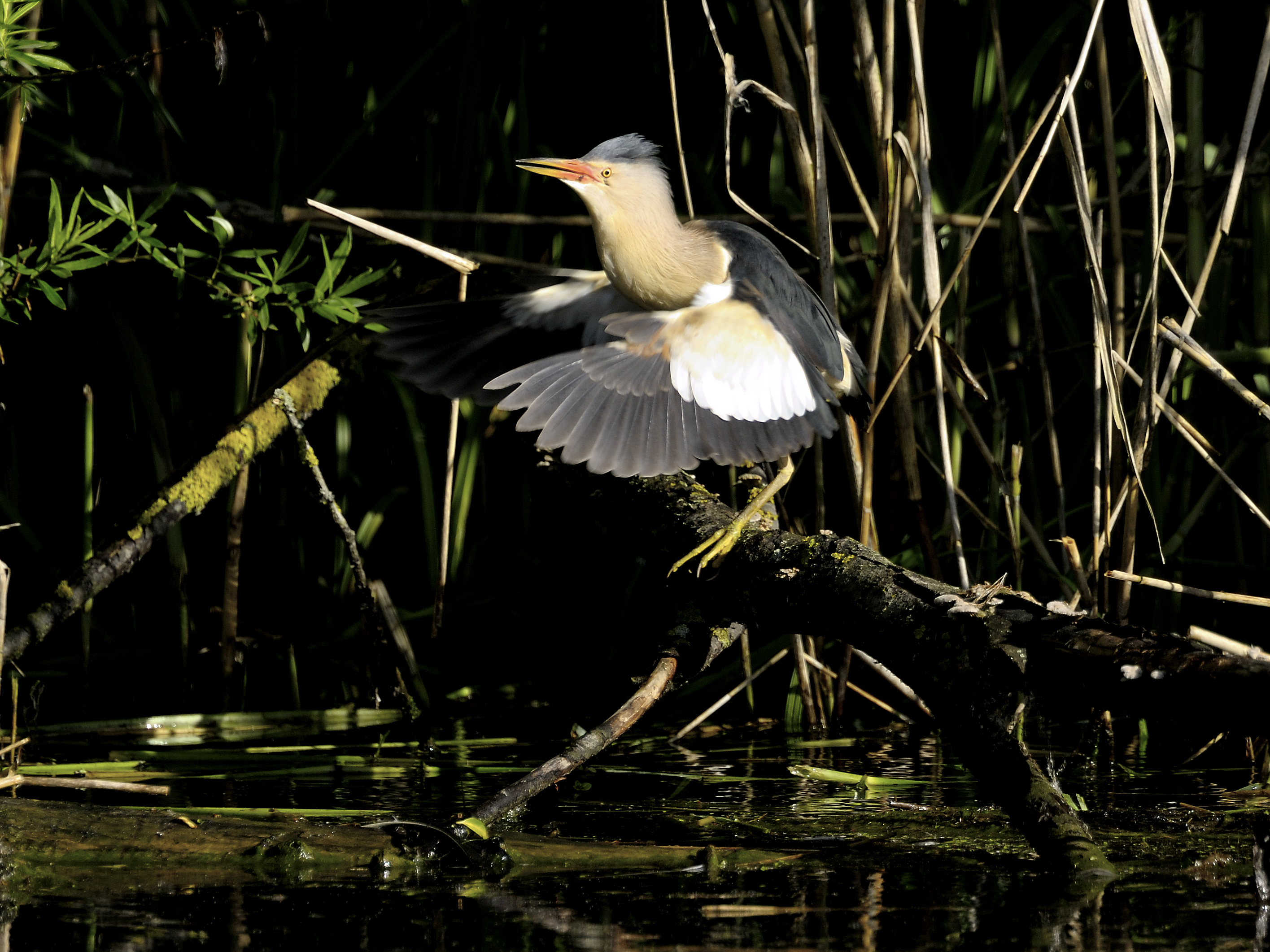
Zwergdommel
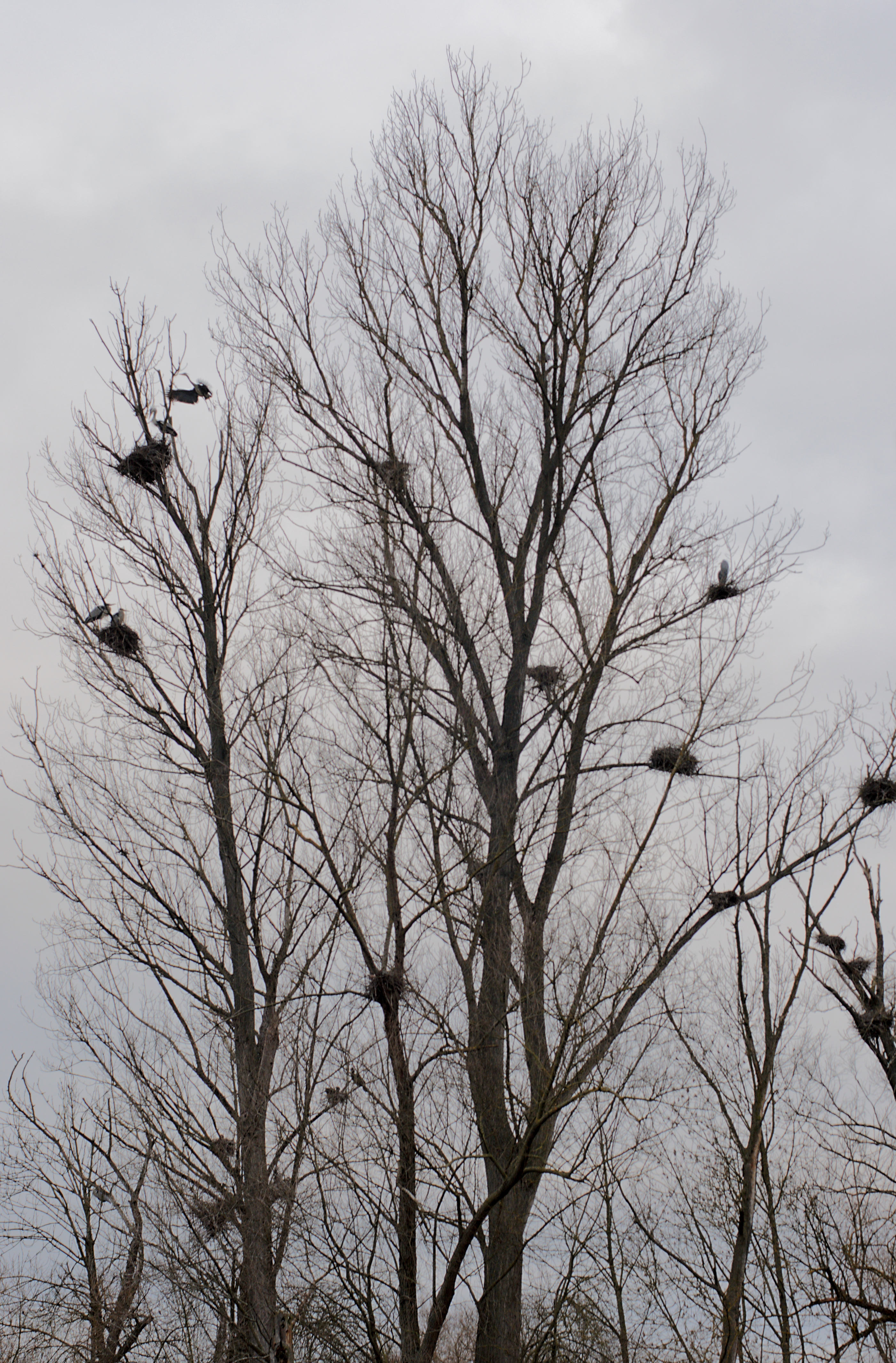
Graureiherkolonie

Das Gebiet ist Lebensraum für drei als sehr gefährdet klassifizierte Fledermausarten, nämlich Großer Abendsegler, Wasser- und Zwergfledermaus. Unter den Reptilien und Amphibien im Gebiet finden sich die Ringelnatter, Seefrosch und Gelbbauchunke.
79 Wildbienenarten sind nachgewiesen, darunter die stark gefährdete Holz-Blattschneiderbiene.
23 Fischarten wurden im Altneckar nachgewiesen, darunter Barbe, Gründling und Schmerle, aber auch seltenere Arten wie Moderlieschen und Stichlinge.
An Kleinlebewesen finden sich in den Hohlräumen der Kiesbänke verschiedene Arten von Muscheln und Wasserschnecken, ferner die Larven von Zuckmücke, Köcher- und Eintagsfliegen, Bachflohkrebse und Strudelwürmer. Das Vorkommen dieser Kleinlebewesen ist ein wichtiger Indikator für die Gewässergüte. Ferner dienen sie als Nahrung für die Fischbrut und für Watvögel.

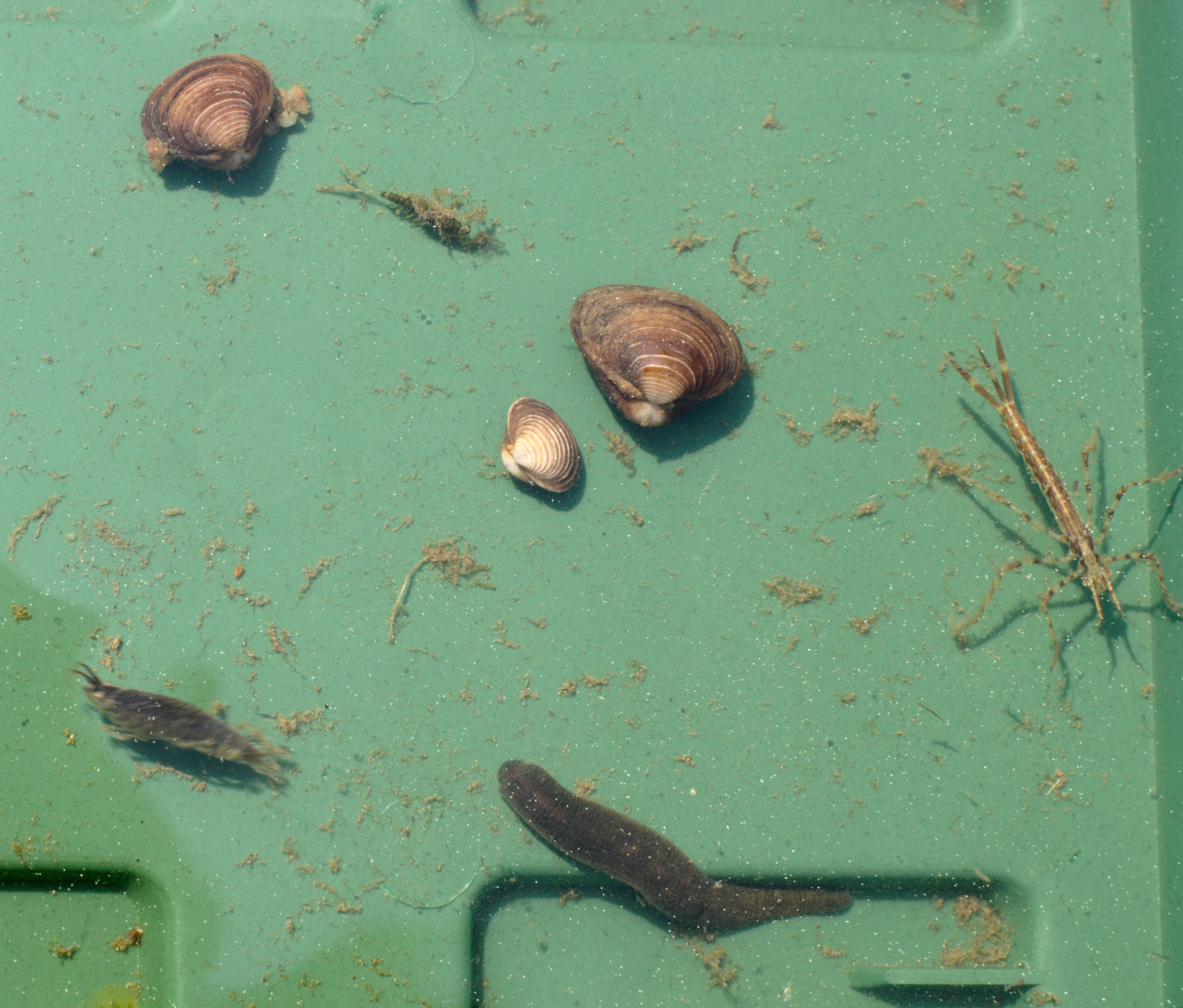
Kleinlebewesen aus dem Altneckar: Asiatische Körbchenmuscheln, dazwischen eine Fliegenlarve, links unten ein Krebschen, rechts unten ein Egel, rechts eine Libellenlarve, vermutlich Calopteryx virgo

## Gefährdungen

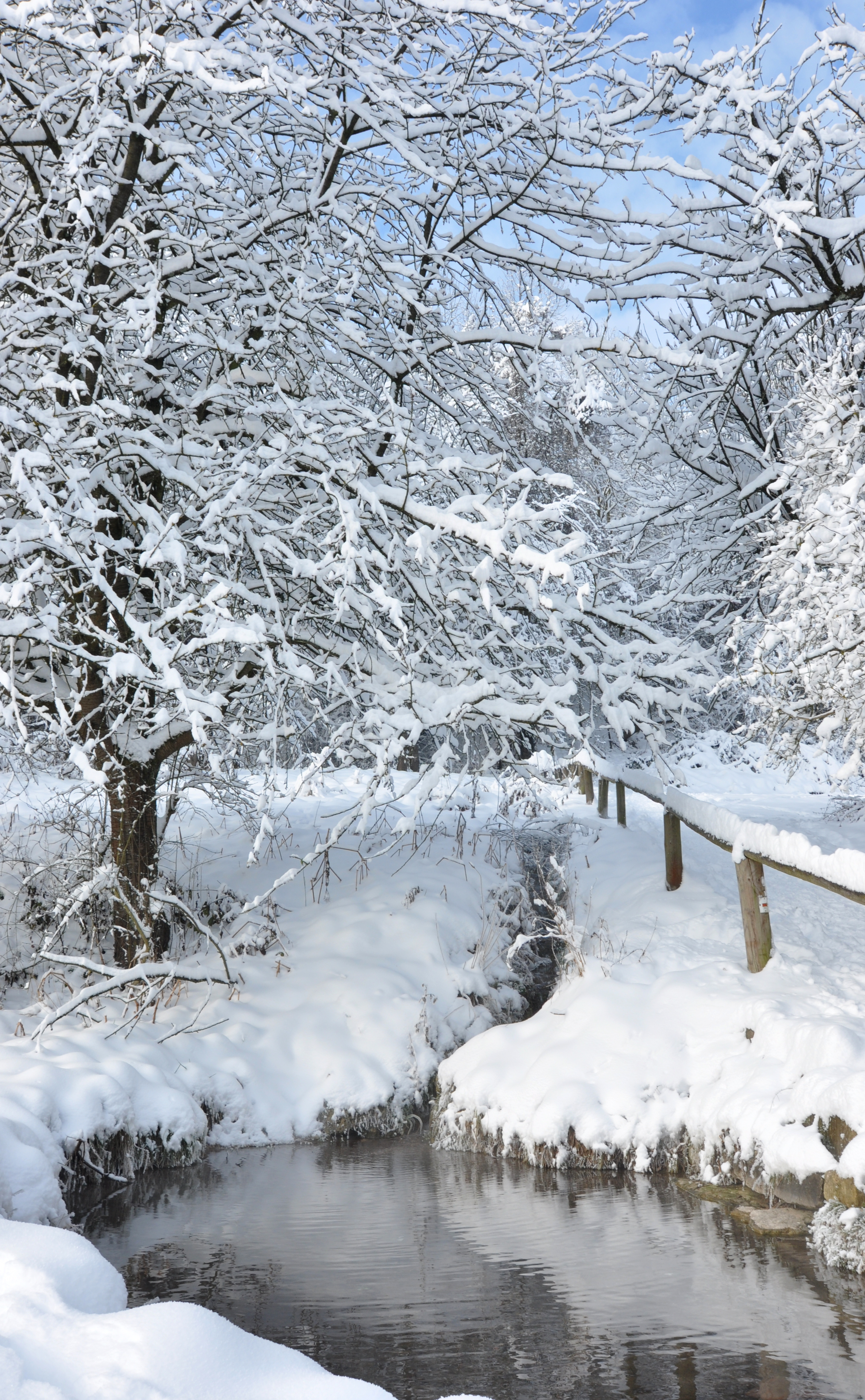
Winter im Ingersheimer Wiesental

Es gab und gibt Pläne, Straßen durch das Naturschutzgebiet zu bauen. In Pleidelsheim strebten Bürgermeister und Gemeinderat jahrelang eine Umgehungsstraße nördlich des Ortes an. Sie hätte auf einer Hochbrücke das gesamte Pleidelsheimer und Ingersheimer Wiesental überqueren sollen. Ein Bürgerentscheid am 4. März 2007, in dem sich die Mehrheit der abstimmenden Pleidelsheimer Bürger gegen diese Umgehungsstraße aussprach, setzte diesen Plänen schließlich ein Ende. In Freiberg am Neckar entschied der Gemeinderat am 28. November 2006 mit 18:5 Stimmen, eine Umgehungsstraße durch das Landschaftsgebiet im Neckartal anzustreben, die auf einer Brücke den Altneckar queren würde. Seitens der Stadt gibt man diesem Plan aber keine großen Chancen, da das Gebiet seitens der EU als FFH-Gebiet besonders geschützt ist.
Als gut erreichbares Naherholungsgebiet im Ballungsraum Stuttgart sind die Naturschutzgebiete einem starken Besucherdruck ausgesetzt. Dies macht sich vor allem durch einen hohen Anfall von Müll nach Wochenenden oder Feiertagen bemerkbar. Manche Besucher halten sich nicht an die vorgeschriebenen Wege und missachten das Verbot, Feuer zu machen. Hin und wieder gibt es auch offenen Vandalismus. Am 24. April 2011 wurde ein Kormoran erhängt aufgefunden; Vogelkundler vermuten die Tat eines Fanatikers.

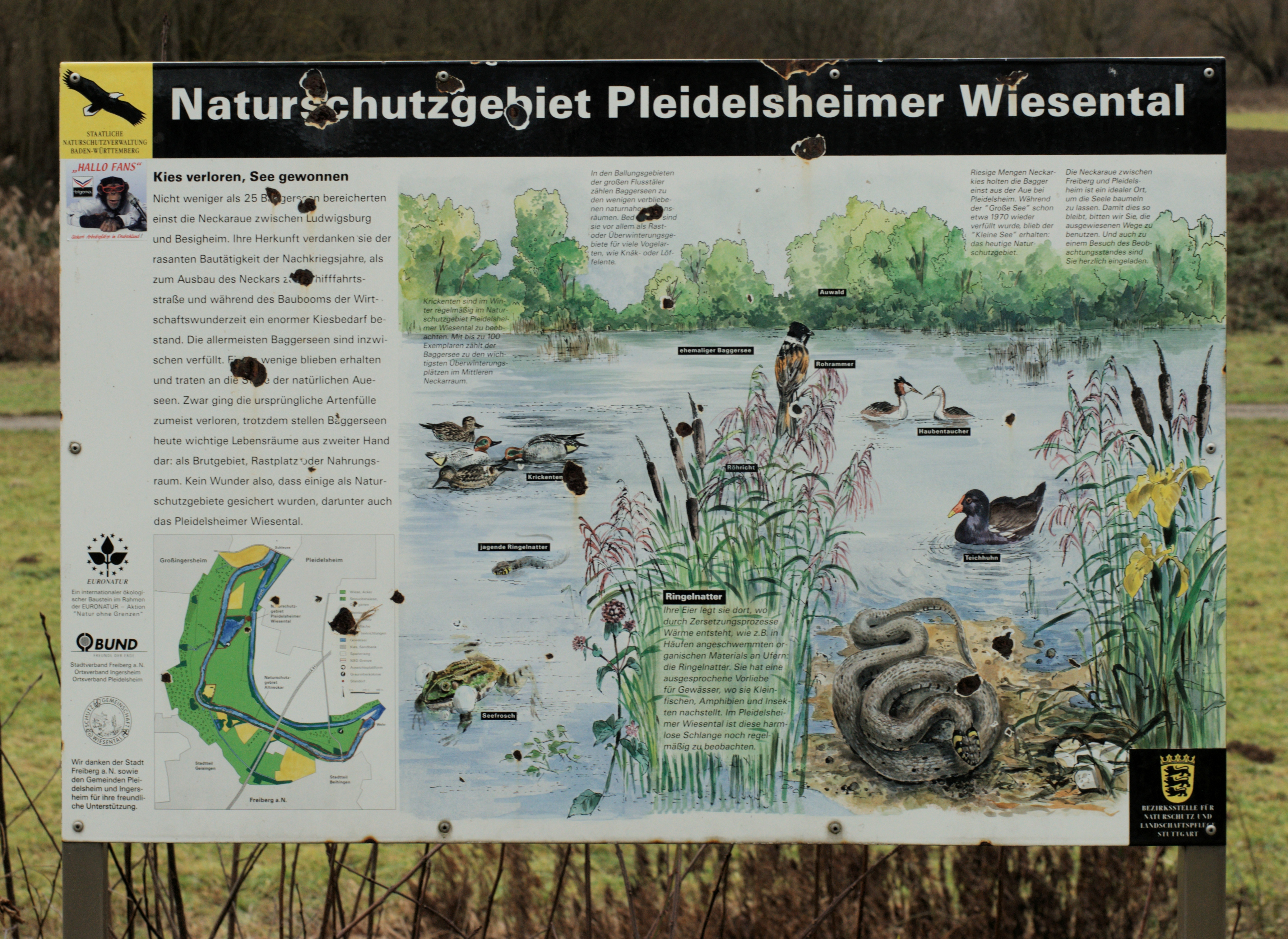
Mutwillig zerschossene Informationstafel
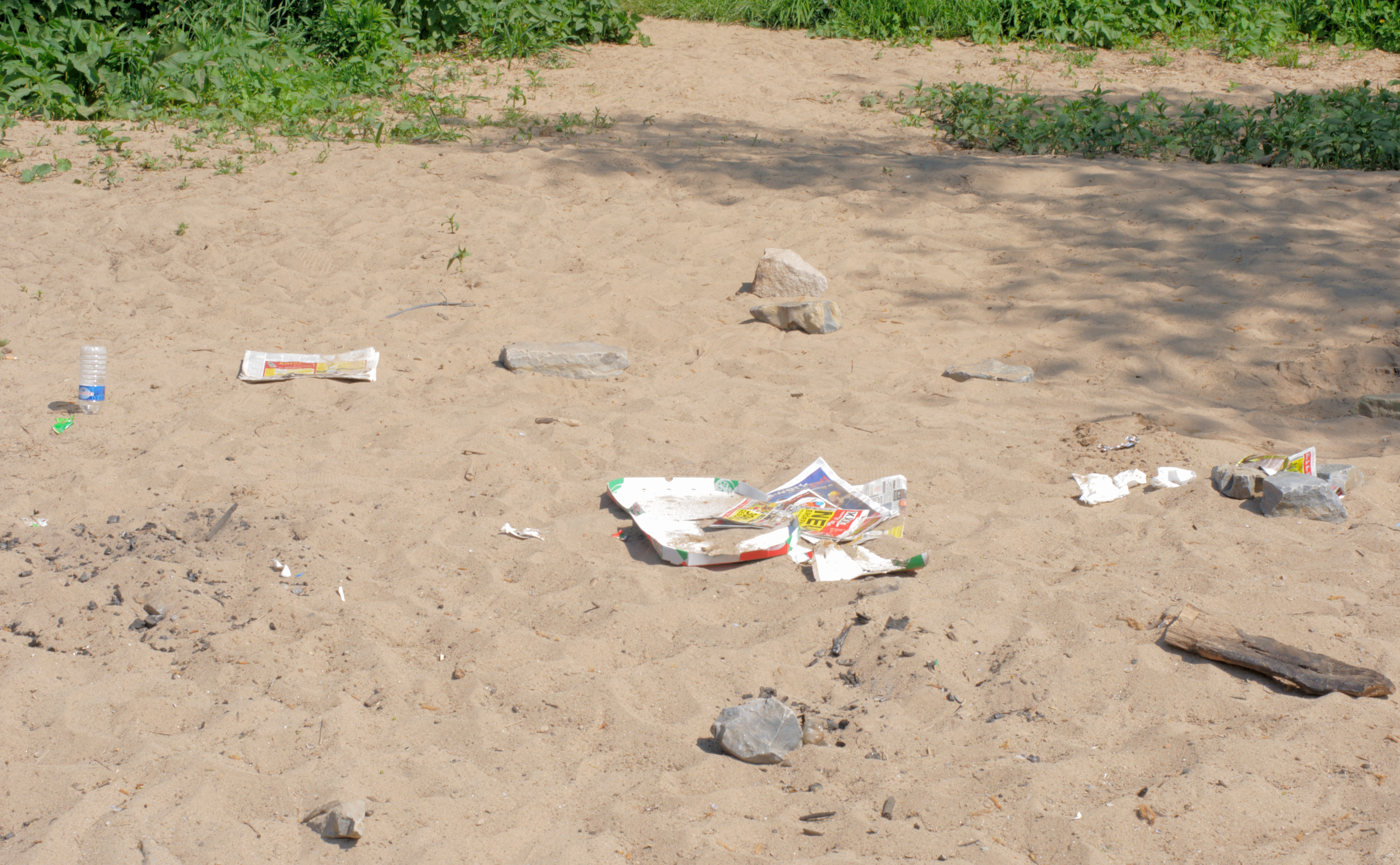
Hinterlassenschaften eines Picknicks, 2011

Im April 2015 erließ das Landratsamt Ludwigsburg ein Betretungsverbot für die beiden Naturschutzgebiete und im angrenzenden Landschaftsschutzgebiet eine ganzjährige Leinenpflicht für Hunde.
Auch der Neckar selbst schwemmt bei Hochwasser Unrat durch das Tal. Wenn das Wasser gefallen ist, hängen Büsche und Baumkronen im Überschwemmungsbereich voller Plastikfetzen.

## Umgebung

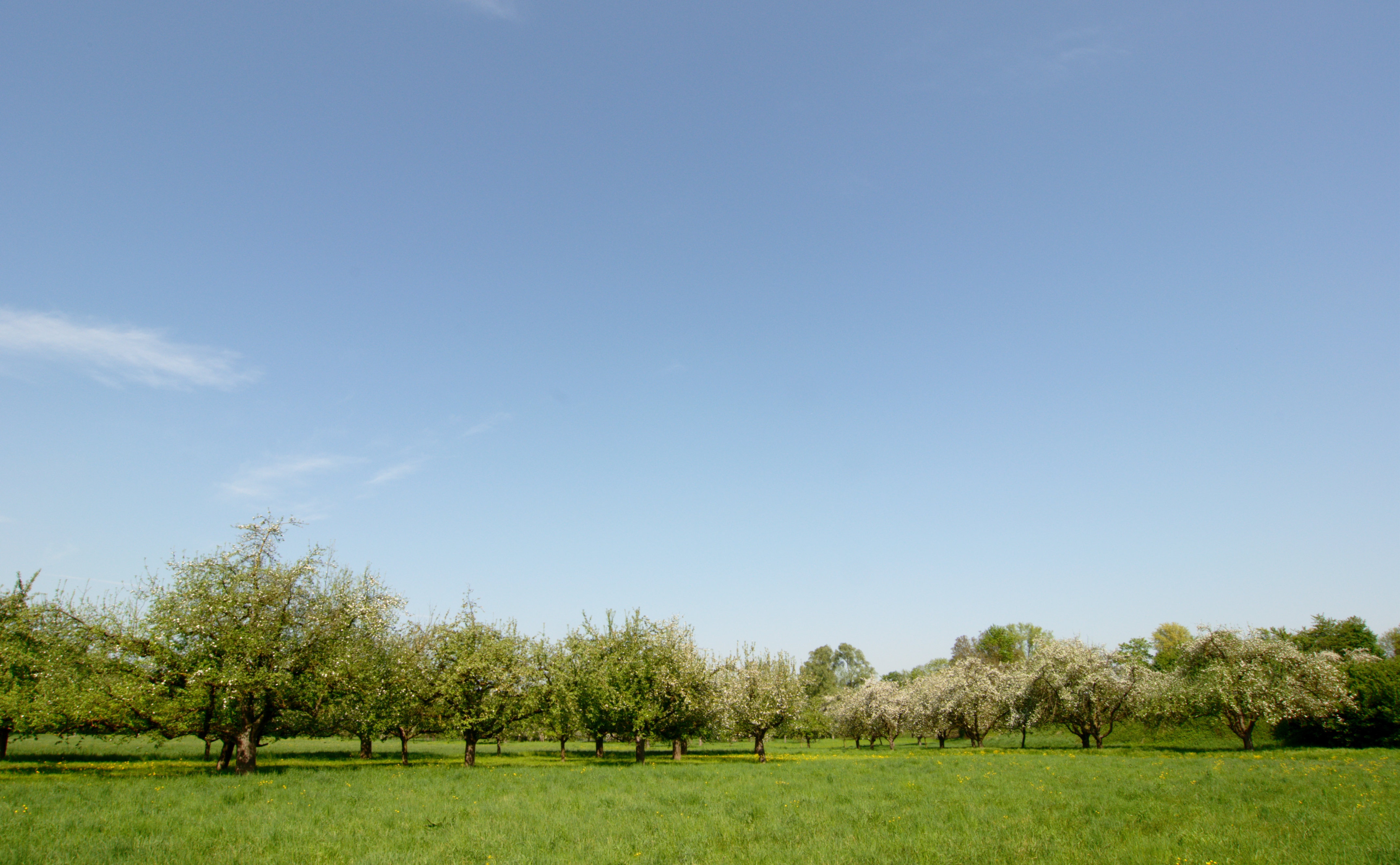
Streuobstwiese auf der Insel zwischen Altneckar und Neckarkanal, auf Pleidelsheimer Gemarkung

Beidseits des Neckars ist das Naturschutzgebiet von Landschaftsschutzgebieten umgeben. Diese umfassen auf der linken Neckarseite das Ingersheimer Wiesental und einen Teil der Abhänge hinauf zur Hochfläche sowie einen Teil des Auwald- und Wiesengrunds auf dem Gebiet von Freiberg am Neckar. Östlich der Naturschutzgebiete ist die gesamte Insel zwischen Altneckar und dem Kanal Landschaftsschutzgebiet, mit Ausnahme des technischen Betriebsareals am Beihinger Wehr.
Der Talgrund in den Wiesenauen wird traditionell für Mähwiesen genutzt. Diese ertragen regelmäßige Überschwemmungen und schützen den Boden vor Erosion. Rechts des Altneckars wird allerdings ein großer Teil dieser traditionellen Wiesenflächen inzwischen als Acker genutzt. In der Nähe der Ortschaften gibt es noch weitläufige Streuobstwiesen. Am steilen Prallhang im Neckarbogen wird Wein angebaut.
Im Bereich zwischen Ingersheim und Freiberg-Geisingen sieht man ehemalige Weingärten, die verwilderten oder in Hangwälder, Obstbaum- und Gartengrundstücke umgewandelt wurden.
Auf dem sandigen Boden bei Pleidelsheim wurde bis in die 1960er Jahre Tabak angebaut. Heute wird der Sandboden für den Anbau von Spargel genutzt.
In seinem südlichen Teil wird das Gebiet von der A 81 durchschnitten, die hier den Neckar überquert.